# Jan Zwartendijk

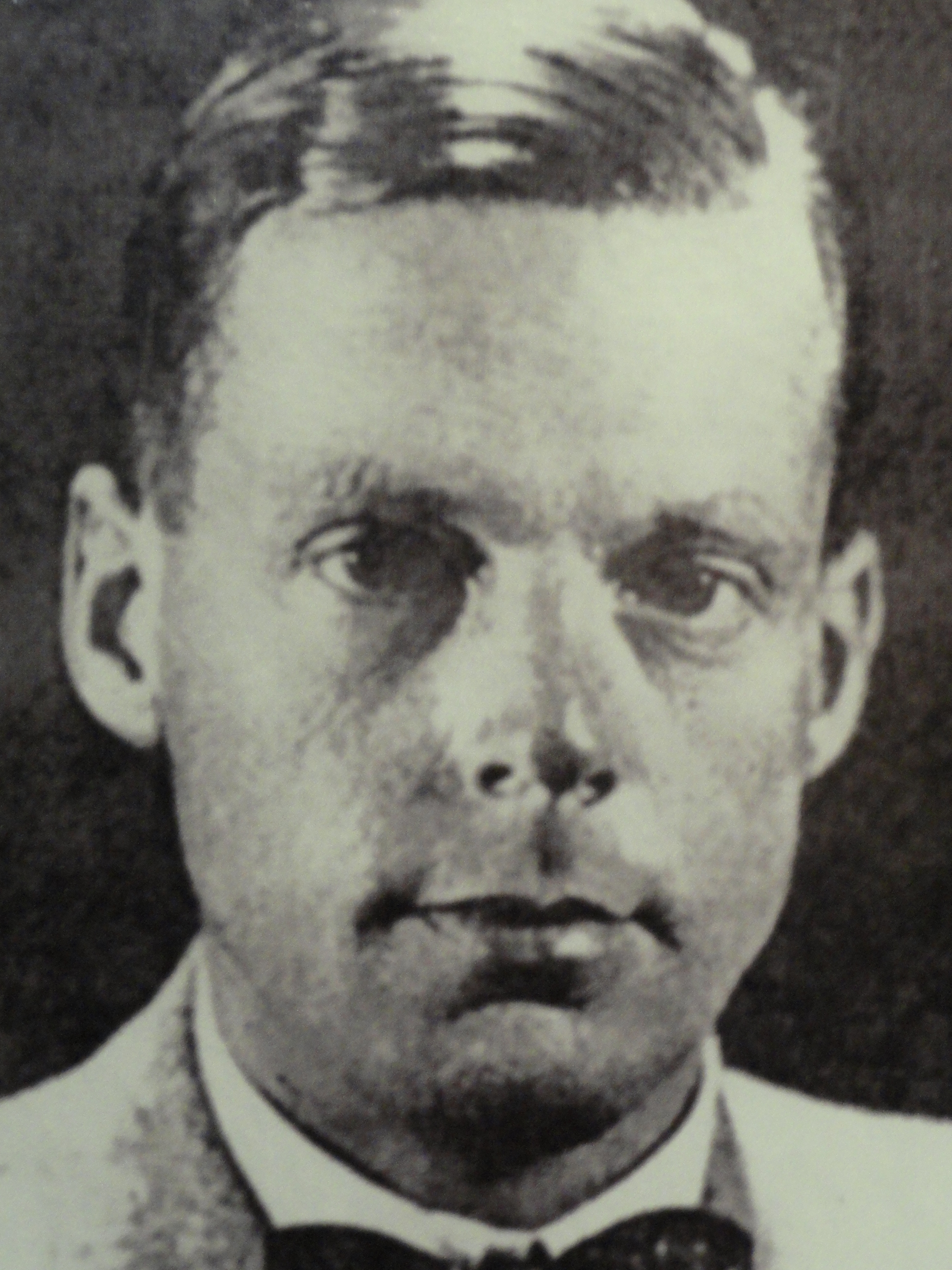
Jan Zwartendijk

Jan Zwartendijk (* 29. Juli 1896 in Rotterdam; † 14. September 1976 in Eindhoven) war ein niederländischer Diplomat und Geschäftsmann. Während des Zweiten Weltkriegs verhalf er Tausenden litauischen Juden zur Flucht, indem er sie mit falschen Papieren ausstattete, die sie vor der Verfolgung durch die sowjetischen Behörden und durch die Nationalsozialisten bewahrten.

## Leben
Jan Zwartendijk war Angestellter des Elektronikherstellers Philips und erhielt im Mai 1939 die Verantwortung über die Geschäftstätigkeiten des Konzerns in Litauen. Nach der deutschen Invasion der Niederlande im Mai 1940 gerieten die Geschäfte des Konzerns ins Stocken, unter anderem war auch der Export von Radiokomponenten ins Baltikum nicht länger möglich. Im Zuge des durch die sowjetische Besatzung des Landes im Juni desselben Jahres verursachten Aufruhrs erhielt Zwartendijk zusätzlich den Posten eines kommissarischen Konsuls der Niederlande in Litauens zweitgrößter Stadt Kaunas zugesprochen.
In dieser Position traten kurz darauf einige niederländisch-jüdische Einwohner Litauens an Zwartendijk heran, die hofften, der sowjetischen Herrschaft mit Hilfe von Visa für niederländische Kolonien in der Karibik oder Südostasien entgehen zu können. Mit dem inoffiziellen Einverständnis des niederländischen Botschafters in Riga, L.P.J. de Decker, begann Zwartendijk Dokumente auszustellen, die den Empfängern eine Einreiseerlaubnis für die Insel Curaçao und andere niederländische Besitzungen in der Karibik bescheinigten. Des Weiteren seien keine formalen Visa für das Betreten dieser Länder notwendig. Dies war insofern inkorrekt, als dass die Einreise eigentlich der Erlaubnis des jeweiligen Kolonialgouverneurs bedurfte, der eine solche für Flüchtlinge nur selten erteilte. Nachdem sich die Ausstellung dieser Dokumente herumgesprochen hatte, begannen auch jüdische Flüchtlinge aus dem besetzten Polen, die zuvor nach Litauen gekommen waren, an Zwartendijk heran zu treten. Zwischen dem 26. Juli und dem 2. August 1940 stellte er etwa 2400 dieser „Curaçao-Visa“ aus. Die meisten der Personen, denen Zwartendijk half, kannten seinen richtigen Namen nicht und nannten ihn nur „Mr. Philips Radio“. Tatsächlich konnte keines der Visa auch wirklich für eine direkte Ausreise nach Curaçao verwendet werden, was Zwartendijk auch bewusst war. Sie erlaubten es jedoch den Betroffenen, sich damit an Chiune Sugihara, den japanischen Konsul in Litauen, zu wenden. Dieser organisierte daraufhin die Ausreise der Flüchtlinge aus dem besetzten Baltikum via Japan, das zu dieser Zeit noch diplomatische Beziehungen zur niederländischen Exilregierung aufrechterhielt. Anfang August 1940 war Zwartendijk gezwungen, seine Aktivitäten einzustellen, nachdem die sowjetischen Besatzer den Firmenbesitz von Philips in Litauen beschlagnahmten. Wenige Monate später kehrte er in die Niederlande zurück und nahm dort eine Position in Philips Firmenzentrale in Eindhoven an.
1946 wurde Zwartendijk nach Griechenland gesandt und leitete die dortige Philips-Niederlassung bis zu seiner Pensionierung und Rückkehr in die Niederlande im Jahr 1956. Er verstarb im Jahr 1976 in Eindhoven und hinterließ drei Kinder.
Laut seinen Hinterbliebenen war sich Zwartendijk lebenslang im Unklaren darüber, ob und wie viele Menschen er mit seinen Visa retten konnte. Erst kurz vor seinem Tod erhielt er eine Benachrichtigung von drei Personen, die durch seine Hilfe den Krieg überleben konnten, über das Schicksal der allermeisten Betroffenen blieb er jedoch ungewiss. Etwa eine Woche nach seinem Tod erreichte die Familie ein Brief des Nederlands Instituut voor Oorlogsdocumentatie (NIOD), in dem bestätigt wurde, dass 95 % der Menschen, denen von Zwartendijk geholfen wurde, den Krieg überlebten.

## Ehrungen und Rezeption
Zwartendijk wurde anfangs durch das niederländische Außenministerium für seine nicht offiziell von Vorgesetzten autorisierten Handlungen kritisiert. Unter anderem durch den späteren UN-Botschafter und NATO-Generalsekretär Joseph Luns erhielt er eine Zurechtweisung für seine Handlungen. Erst im Oktober 2018 bot Außenminister Stef Blok Zwartendijks Familie eine offizielle Entschuldigung für diese Behandlung an.
Öffentlich sprach Zwartendijk zunächst jahrelang nicht über seine Aktivitäten in Litauen. Erst 1963 äußerte er sich nach einer Kontaktaufnahme durch das niederländische Außenministerium, das durch einen in Los Angeles erschienenen Zeitungsartikel der jüdischen Gesellschaft B’nai B’rith erneut auf Zwartendijk aufmerksam wurde. In diesem bezeichnete man ihn als Angel of Curaçao (zu deutsch „Engel von Curaçao“). Mehr als 20 Jahre nach seinem Tod erhielt er 1997 durch die israelische Gedenkstätte Yad Vashem den Titel eines Gerechten unter den Völkern.
Im Jahr 2018 ehrte die Stadt Kaunas Zwartendijk mit einer Gedenkplakette und einer von der niederländischen Künstlerin Giny Vos entworfenen Lichtinstallation vor seinem ehemaligen Bürogebäude. Bei der Enthüllung hielten neben Zwartendijks Sohn Rob auch die litauische Staatspräsidentin Dalia Grybauskaitė und Kaunas Bürgermeister Visvaldas Matijošaitis eine Rede.
Im Jahr 2022 wurde das Denkmal Loom Light von Titia Ex in Eindhoven, Niederlande, zum Gedenken an Jan Zwartendijk und regionale Widerstandskämpfer enthüllt.